# Mount Airy (Karolina Północna)
Mount Airy – miasto w Stanach Zjednoczonych, w stanie Karolina Północna, w hrabstwie Surry.